# Fridolin Krasser
Fridolin Krasser (Jihlava (ao tempo Iglau), 31 de dezembro de 1863 — Praga, 24 de novembro de 1922) foi um naturalista e paleobotânico austríaco, formado na Universidade de Viena e na Universidade Técnica Alemã de Praga (Deutsche Technische Hochschule Prag), onde foi durante muitos anos Professor de Botânica. Desenvolveu investigação em fisiologia vegetal no Instituto de Biologia da Universidade de Viena e efectuou viagens de investigação à Ásia Central em busca de espécimes da flora. Enquanto trabalhava no seu laboratório, sofreu um ataque cardíaco e morreu aos 60 anos de idade.

## Biografia
Krasser era filho de um diretor de liceu e sobrinho-neto de Franz Schubert por parte da mãe. Estudou na Universidade de Viena, sob a orientação de Julius von Wiesner, com especialização em fisiologia vegetal. A partir de 1887, começou a trabalhar como voluntário no departamento de geologia e paleontologia do Museu de História Natural de Viena (Naturhistorisches Museum Wien), onde ganhou interesse pela fitopaleontologia.
De assistente de Wiesner em 1889, tornou-se Privatdozent de anatomia e fisiologia vegetal na Universidade de Viena em 1890. A partir de 1897, desempenhou o mesmo cargo na Universidade de Recursos Naturais e Ciências da Vida Aplicadas de Viena (a Hochschule für Bodenkultur), tendo recebido, no mesmo ano, uma cátedra de fitopaleontologia da Uuniversidade de Viena. De 1895 a 1902 foi funcionário científico do Museu da Corte, em 1901 professor associado a.o. Professor e de 1902 a 1906 professor de botânica no Höhere Bundeslehranstalt und Bundesamt für Wein- und Obstbau em Klosterneuburg. De 1906 a 1911 foi professor a.o. e depois professor a.o. na Universidade Técnica Alemã de Praga, com um curso de fitopaleontologia. 
Durante a primeira metade da sua carreira, Krasser trabalhou principalmente nos domínios da fisiologia e da anatomia vegetal, mas mais tarde também na botânica aplicada. No entanto, a área central de interesse foi sempre a paleobotânica. O género de planta Krassera O.Schwartz, da família da Melastomataceae, tem como epónimo o seu nome.

## Publicações
Entre muitas outras, é autor das seguintes obras:
- Bemerkungen zur Systematik der Buchen. In: Annalen des k. k. Naturhistorischen Hofmuseums. Band 11, Nr. 2, 1896, ISSN 0083-6133, S. 149–163 (biodiversitylibrary.org).
- Beiträge zur Kenntniss der Fossilen Kreideflora von Kunstadt in Mähren. In: Beiträge zur Paläontologie und Geologie Österreich-Ungarns und des Orients. Band 10, Nr. 3, 1896, ZDB-ID 539518-5, S. 113–152 (Predefinição:ZOBODAT).
- Die von W. A. Obrutschew in China und Centralasien 1893–1894 gesammelten fossilen Pflanzen. In: Denkschriften der Kaiserlichen Akademie der Wissenschaften. Mathematisch-Naturwissenschaftliche Classe. Band 70, 1901, ZDB-ID 961131-9, S. 139–153 (biodiversitylibrary.org).
- Fossile Pflanzen aus Transbaikalien, der Mongolei und Mandschurei. In: Denkschriften der Kaiserlichen Akademie der Wissenschaften. Mathematisch-Naturwissenschaftliche Klasse. Band 78, 1906, S. 589–634 ZDB-ID 961131-9, (biodiversitylibrary.org).
- Männliche Williamsonien aus dem Sandsteinschiefer des unteren Lias von Steierdorf im Banat. In: Kaiserliche Akademie der Wissenschaften in Wien. Mathematisch-Naturwissenschaftliche Klasse. Denkschriften. Band 93, 1917, ZDB-ID 961131-9, S. 1–14 (biodiversitylibrary.org).
- Examinations about the occurence of protein in the vegetable cell skin, in addition to remarks about the microchemical proof of the proteins
- Die Entwicklung der Morphologie, Entwicklungsgeschichte und Systematik der Kryptogamen in Österreich von 1850 bis 1900. Viena.
- Fossile Pflanzen aus Transbai-Kalien, der Mongolei und Mandschurei. Viena. En Kommission bei Karl Gerold's Sohn.